# Jacek Rostowski

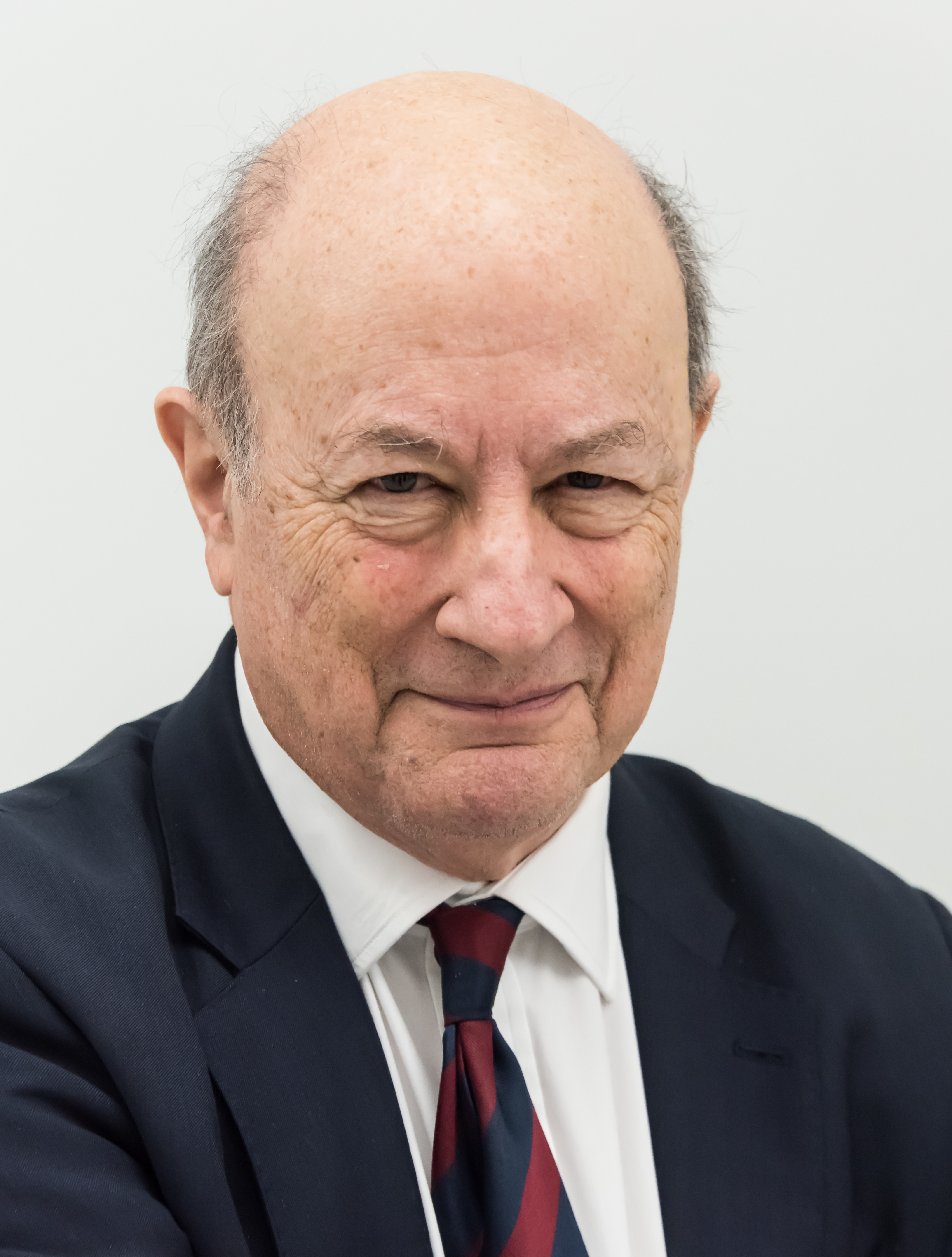
Jacek Rostowski (2020)

Jacek Rostowski (eigentlich: Jan Anthony Vincent-Rostowski; * 30. April 1951 in London) ist ein polnischer Wirtschaftswissenschaftler. Er war vom 16. November 2007 bis zum 27. November 2013 Finanzminister der Republik Polen und war von 25. Februar 2013 bis 27. November 2013 Vizepräses des Ministerrates (stellvertretender Ministerpräsident). Er gehört der Partei Platforma Obywatelska an.

## Leben
Rostowski wurde als Sohn polnischer Emigranten in London geboren. Er ist Absolvent der London School of Economics and Political Science. Von 1988 bis 1995 war er Dozent an der School of Slavonic and East European Studies innerhalb des University College London. 1989 berief ihn der damalige polnische Finanzminister Leszek Balcerowicz zu seinem Wirtschaftsberater. Diese Tätigkeit übte er bis 1991 aus. Von 1992 bis 1995 arbeitete er für das Centre for Economic Performance an der London School of Economics and Political Science. Seit 1995 ist er Professor und Leiter der Abteilung für Wirtschaftswissenschaften der Central European University in Budapest. Als 1997 Leszek Balcerowicz erneut durch Premierminister Jerzy Buzek zum Finanzminister ernannt wurde, berief ihn Balcerowicz in den volkswirtschaftlichen Rat des Finanzministeriums. Bis 2001 war der Vorsitzende des Rates. Seit 2004 ist der Berater des Vorstandes der polnischen Bank Pekao SA. Jan Vincent-Rostowski hat zahlreiche Arbeiten zu den Themen Erweiterung der Europäischen Union, Geldpolitik, Geldwechselpolitik und Transformation der postkommunistischen Wirtschaftssysteme publiziert. Donald Tusk berief ihn 2007 als Finanzminister in seine Regierung. Am 16. November 2007 wurde er vereidigt.
Am 13. Juni 2008 wurde ein von der PiS eingebrachter Misstrauensantrag mit 235 zu 150 abgelehnt. Die PiS forderte eine Senkung der Mineralölsteuer, welche Rostowski ablehnte.
In Polen blieb vor allem Rostowskis Ausspruch "es gibt kein Geld und wird keines geben" (pieniędzy nie ma i nie będzie) in Erinnerung, womit er einer ambitionierten Sozialpolitik eine Absage erteilte. Dies verstärkte ein Imageproblem seiner Partei und wurde vom politischen Gegner instrumentalisiert.

## Äußerungen zur Eurokrise
In einem Interview, das im November 2011 in der Frankfurter Allgemeinen Zeitung (FAZ) erschien, warnte Rostowski vor der Gefahr eines Krieges in Europa nach einem Auseinanderbrechen der Eurozone. Rostowski wurde gefragt: „Herr Minister, im September haben Sie uns alle erschreckt. Sie haben in einer Rede einen Freund zitiert, der gesagt hat, die Krise des Euro könne in einen neuen Krieg führen.“ Rostowski antwortete:

„Ich zitierte damals aus einer Studie über die Folgen eines Auseinanderbrechens der Eurozone. Wie Bundeskanzlerin Merkel schon gesagt hat: Wenn der Euro scheitert, kann die EU selbst scheitern. Die EU aber ist der Garant des Friedens in Europa. Außerdem wären die Kosten ungeheuer. Wir würden einen gewaltigen Teil unserer Wirtschaftsleistung einbüßen. Es besteht die Gefahr eines historischen wirtschaftlichen Desasters, das wie die Große Depression der dreißiger Jahre zuletzt in Europa zum Krieg führen würde.“

Diese Äußerungen wurden mehrfach zitiert von deutschen Medien und dem polnischsprachigen Dienst der Deutschen Welle.